# Coppa Italia 2002-2003 (rugby a 15)
La Coppa Italia 2002-03 fu la 15ª edizione della Coppa Italia di rugby a 15.
Per esigenze di sponsorizzazione fu nota come Škodasuperb Cup 2002-03 dopo accordo commerciale tra Lega Italiana Rugby d'Eccellenza, organizzatrice del torneo, e il marchio automobilistico Škoda.
Si tenne durante la sosta del Super 10 in concomitanza con il Sei Nazioni 2003 dal 16 febbraio al 30 marzo, e vide protagoniste le 10 squadre del massimo campionato nazionale.
A vincere la coppa fu il Viadana, alla sua seconda affermazione nel torneo dopo quella del 2000, che in finale batté l'Amat. & Calvisano.

## Formula
Le dieci squadre furono ripartite in tre gironi in base al piazzamento di ciascuna di esse in classifica al termine del girone d'andata del campionato; un girone fu composto di 4 squadre e gli altri due da tre.
Ai fini della composizione degli accoppiamenti di semifinale, si qualificarono le prime due del girone da quattro e la prima di ogni girone da tre; fu deciso, inoltre, l'impiego in ogni incontro di almeno cinque giocatori Under-21 per ogni squadra.
A ospitare la finale fu destinato lo stadio stadio Tomaselli di Caltanissetta.

## Squadre partecipanti
| Girone A           | Girone B          | Girone C   |
| ------------------ | ----------------- | ---------- |
| Benetton (Treviso) | Amat. & Calvisano | Parma      |
| GRAN Parma         | L’Aquila          | Rugby Roma |
| Silea              | Petrarca (Padova) | Viadana    |
| Rovigo             |                   |            |

## Fase a gironi

### Girone A
| Data             | Incontro              | Risultato | Sede            |
| ---------------- | --------------------- | --------- | --------------- |
| 16 febbraio 2003 | Benetton — Silea      | 21-20     | Treviso         |
| 16 febbraio 2003 | GRAN Parma — Rovigo   | 7-30      | Parma           |
| 23 febbraio 2003 | Rovigo — Benetton     | 23-19     | Rovigo          |
| 23 febbraio 2003 | GRAN Parma — Silea    | 30-15     | Parma           |
| 8 marzo 2003     | Silea — Rovigo        | 29-53     | Mogliano Veneto |
| 8 marzo 2003     | Benetton — GRAN Parma | 34-29     | Treviso         |

#### Classifica
|  |    | Squadra    | G | V | N | P | PF  | PS  | P±  | B | Pt |
|  | -- | ---------- | - | - | - | - | --- | --- | --- | - | -- |
|  | 1. | Rovigo     | 3 | 3 | 0 | 0 | 106 | 55  | 51  | 2 | 14 |
|  | 2. | Benetton   | 3 | 2 | 0 | 1 | 74  | 72  | 2   | 2 | 10 |
|  | 3. | GRAN Parma | 3 | 1 | 0 | 2 | 66  | 79  | −13 | 2 | 6  |
|  | 4. | Silea      | 3 | 0 | 0 | 3 | 64  | 104 | −40 | 1 | 1  |

### Girone B
| Data             | Incontro             | Risultato | Sede      |
| ---------------- | -------------------- | --------- | --------- |
| 16 febbraio 2003 | Calvisano — L'Aquila | 33-15     | Calvisano |
| 23 febbraio 2003 | L'Aquila — Petrarca  | 16-25     | L'Aquila  |
| 8 marzo 2003     | Petrarca — Calvisano | 26-30     | Padova    |

#### Classifica
|  |    | Squadra           | G | V | N | P | PF | PS | P±  | B | Pt |
|  | -- | ----------------- | - | - | - | - | -- | -- | --- | - | -- |
|  | 1. | Amat. & Calvisano | 2 | 2 | 0 | 0 | 63 | 44 | 19  | 2 | 10 |
|  | 2. | Petrarca          | 2 | 1 | 0 | 1 | 54 | 46 | 8   | 1 | 5  |
|  | 3. | L’Aquila          | 2 | 0 | 0 | 2 | 31 | 58 | −27 | 0 | 0  |

### Girone C
| Data             | Incontro             | Risultato | Sede    |
| ---------------- | -------------------- | --------- | ------- |
| 16 febbraio 2003 | Viadana — Rugby Roma | 45-29     | Viadana |
| 23 febbraio 2003 | Rugby Roma — Parma   | 12-41     | Roma    |
| 8 marzo 2003     | Parma — Viadana      | 19-47     | Parma   |

#### Classifica
|  |    | Squadra    | G | V | N | P | PF | PS | P±  | B | Pt |
|  | -- | ---------- | - | - | - | - | -- | -- | --- | - | -- |
|  | 1. | Viadana    | 2 | 2 | 0 | 0 | 92 | 48 | 44  | 2 | 10 |
|  | 2. | Parma      | 2 | 1 | 0 | 1 | 60 | 59 | 1   | 1 | 5  |
|  | 3. | Rugby Roma | 2 | 0 | 0 | 2 | 41 | 86 | −45 | 1 | 1  |

## Play-off
|  | Semifinali | Semifinali        | Semifinali |         |                   | Finale            | Finale | Finale |  |
|  |            |                   |            |         |                   |                   |        |        |  |
|  | 2A         | Benetton          | 10         |         |                   |                   |        |        |  |
|  | 2A         | Benetton          | 10         |         |                   |                   |        |        |  |
|  | 1B         | Amat. & Calvisano | 21         |         |                   |                   |        |        |  |
|  | 1B         | Amat. & Calvisano | 21         |         | Amat. & Calvisano | Amat. & Calvisano | 18     |        |  |
|  |            |                   |            |         | Amat. & Calvisano | Amat. & Calvisano | 18     |        |  |
|  |            |                   | Viadana    | Viadana | 25                |                   |        |        |  |
|  | 1C         | Viadana           | Viadana    | Viadana | 25                | 30                |        |        |  |
|  | 1C         | Viadana           |            |         |                   |                   |        |        |  |
|  | 1A         | Rovigo            | 21         |         |                   |                   |        |        |  |

### Semifinali
| Arbitro: | Giovanni Morandin (Padova) |

|             |      |                     |
| Picone 4’   | mt   | 28’ Zullo 39’ Purll |
| Mason 4’    | tr   | 28’ Zullo           |
| Mason 40+2’ | c.p. | 12’, 22’, 26’ Zullo |

| Arbitro: | Carlo Bruzzone (Genova) |

|                                           |      |                                         |
| Goosen 43’ S. Ceppolino 72’ Benatti 80+4’ | mt   |                                         |
| Goosen 43’ Steyn 72’, 80+4’               | tr   |                                         |
| Steyn 11’, 23’ C. Spadaro 61’             | c.p. | 19’, 28’, 42’, 48’, 55’, 68’ Scanavacca |
|                                           | drop | 45’ Scanavacca                          |

### Finale
| Arbitro: | Antonio Lombardi (Napoli) |

|                      |      |                             |
| Mulieri 41’ Vodo 58’ | mt   | 8’, 78’ Steyn 46’ De Bellis |
| Zullo 58’            | tr   | 8’, 78’ Steyn               |
| Zullo 49’            | c.p. | 27’, 66’ Steyn              |
| Griffen 1’           | drop |                             |